# Erich Godal
Erich Godal, auch Eric Godal, Pseudonym von Erich Goldbaum (geboren 15. Januar 1899 in Berlin; gestorben 2. September 1969 in Hamburg) war ein deutscher Zeichner, Karikaturist und Illustrator.

## Leben
Erich Goldbaum war Sohn eines leitenden Bankangestellten. Der Vater verstarb 1934, die Mutter floh 1939 aus Europa mit dem Schiff St. Louis, gelangte aber nach Irrwegen nur nach Belgien und wurde ein Opfer des Holocaust. Er besuchte das Gymnasium in Berlin, studierte Malerei, Bühnenbild und Bildhauerei an der Kunstgewerbeschule Berlin-Charlottenburg bei Rudolf Albert Becker-Heyer, Harold Bengen, Teo Otto und Ernst Stern. Godal begann 1919 als Plakatzeichner und Zeichner in der Zeitschrift Der Orchideengarten. 1920 veröffentlichte er die Mappe Revolution in der „Genossenschaft für proletarische Kunst“ Berlin. Er fand Beschäftigung als Pressezeichner für Gerichtsverhandlungen und war langjähriger zeichnerischer Mitarbeiter beim Berliner 8 Uhr-Abendblatt. Er arbeitete auch für die Wochenschau der Emelka, für den Simplicissimus, Die Aktion und Uhu. Zwischenzeitlich hatte er einen Auftrag als Bühnenbildner bei Max Reinhardt und malte die Dekorationen für die Stummfilme Zwei schwarze Laternen (1921) und Elixiere des Teufels (1922) von Adolf Abter. Für die SPD entwarf er Wahlplakate. Er war 1927 mit Illustrationen an Eugen Szatmaris Berliner „Was nicht im Baedeker steht“ beteiligt. Godal war mit dem Komponisten Werner Richard Heymann und dem Schriftsteller Walter Mehring befreundet.
Nach der Machtübergabe an die Nationalsozialisten floh er am 26. Februar 1933 nach Prag. Dort zeichnete er für verschiedene Emigrantenzeitschriften wie den  Prager Mittag, die Deutsche Freiheit im Saarland, für die emigrierten Redaktionen der Arbeiter Illustrierte Zeitung und des Simpl. Er beteiligte sich an der antifaschistischen Ausstellung in der Prager Manés-Galerie (S.V.U. Mánes). 1935 emigrierte er in die USA, 1936 wurde er vom Deutschen Reich ausgebürgert. In  New York City gründete er mit Franz Höllering die Exilzeitung Star, lieferte politische Cartoons für die kurzlebige Neugründung Ken und arbeitete an der jüdischen Exilzeitung Aufbau mit. Er erhielt einen Lehrauftrag an der New School of Social Research, New York. In den USA illustrierte er Kinderbücher von Roselle Ross.
Wegen des McCarthyismus kehrte er 1954 nach Deutschland zurück und schrieb für Publikationen der Springerpresse: Welt am Sonntag, das Hamburger Abendblatt und die Illustrierte Constanze. Er erhielt Aufträge für Buchillustrationen.
Seine Autobiografie Kein Talent zum Tellerwäscher erschien postum.

## Schriften / Buchillustrationen (Auswahl)
- Kurt Juhn: Der Hexenhammer : die mittelalterliche Historie von der Folterung des Medicus Johann Weyer. 8 Orig.-Lithos v. Erich Godal. Flesch, Prag 1934.
- Juden, Christen, Heiden im III. Reich. Prag : Simpl-Verl., 1935.
- Eric Godal: Spotty, the flying dog. New York : Veritas Press. 1945.
- Claire Lee Purdy: Gilbert and Sullivan, masters of mirth and melody. Ill. Eric Godal. Messner, New York 1949.
- Dirks Paulun: St. Pauli. Zeichnungen Eric Godal. Chr. Wolff, Flensburg 1956.
- Rolf Italiaander: Teenagers. Zeichn. von Eric Godal. Mit Beitr. von 26 Autoren. Broschek, Hamburg 1958.
- Kein Talent zum Tellerwäscher : Ein turbulentes Leben entsprechend illustriert. Hoffmann u. Campe, Hamburg 1969.